# Kategoria Superiore 2024-2025
La Kategoria Superiore 2024-2025 è stata l'86ª edizione della massima serie del campionato albanese di calcio (includendo i tre campionati non ufficiali giocati durante la seconda guerra mondiale), la 25ª con il nome di Kategoria Superiore, iniziata il 18 agosto 2024 e terminata il 12 maggio 2025.
L'Egnatia è la squadra campione in carica, e si è riconfermata campione vincendo il suo secondo titolo nazionale.

## Stagione

### Novità
Dalla stagione precedente sono stati retrocessi Erzeni, dopo due anni di massima serie, e Kukësi, di ritorno in serie cadetta dopo 12 stagioni. Al loro posto, dalla Kategoria e Parë sono stati promossi Bylis Ballsh, dopo un solo anno di seconda divisione, e Elbasani, al debutto in Kategoria Superiore.

### Formula
Le 10 squadre partecipanti giocano un girone con partite di andata, ritorno, andata e ritorno, per un totale di 36 giornate. Al termine di queste, le prime quattro si qualificano per la fase finale, che con gare ad eliminazione diretta decreta la squadra campione di Albania e qualificata per la UEFA Champions League 2025-2026, mentre seconda e terza classificata ottengono la qualificazione per la UEFA Conference League 2025-2026 (più la quarta nel caso in cui una fra le prime 3 classificate si aggiudichi la Coppa Nazionale).
Le ultime due classificate sono retrocesse direttamente in Kategoria e Parë, mentre la terzultima gioca uno spareggio promozione-retrocessione contro una squadra di Kategoria e Parë.

## Squadre partecipanti
| Club             | Città      | Stadio                 | Stagione precedente               |
| ---------------- | ---------- | ---------------------- | --------------------------------- |
| Bylis Ballsh     | Ballsh     | Stadio Adush Muça      | 2° in Kategoria e Parë            |
| Dinamo City      | Tirana     | Elbasan Arena          | 7° in Kategoria Superiore         |
| Egnatia          | Rrogozhinë | Egnatia Arena          | Campione di Albania               |
| Elbasani         | Elbasan    | Elbasan Arena          | 1° in Kategoria e Parë            |
| Laçi             | Laç        | Stadio Laçi            | 8° in Kategoria Superiore         |
| Partizani Tirana | Tirana     | Arena Kombëtare        | Finale di Kategoria Superiore     |
| Skënderbeu       | Coriza     | Stadio Skënderbeu      | Semifinale di Kategoria Superiore |
| Teuta            | Durazzo    | Stadio Niko Dovana     | 6° in Kategoria Superiore         |
| Tirana           | Tirana     | Stadio Selman Stërmasi | 5° in Kategoria Superiore         |
| Vllaznia         | Scutari    | Stadio Loro-Boriçi     | Semifinale di Kategoria Superiore |

## Allenatori e primatisti
| Squadra          | Allenatore                                             | Calciatore più presente | Cannoniere                         |
| ---------------- | ------------------------------------------------------ | ----------------------- | ---------------------------------- |
| Bylis Ballsh     | Ndubuisi Egbo Nevil Dede Gugash Magani                 |                         | Malomo Ayodeji (3)                 |
| Dinamo City      | Dritan Mehmeti Erion Xhafa Ilir Daja                   |                         | Peter Itodo, Baton Zabergja (8)    |
| Egnatia          | Edlir Tetova                                           |                         | Regi Lushkja (6)                   |
| Elbasani         | Roberto Bordin Ivan Gvozdenović                        |                         | Ze Gomes (5)                       |
| Laçi             | Armando Çungu Francesco Moriero                        |                         | William Cordeiro (4)               |
| Partizani Tirana | Arbër Abilaliaj Aleksandar Veselinović Arbër Abilaliaj |                         | Christian Mba, Arinaldo Rrapaj (5) |
| Skënderbeu       | Ivan Gvozdenović Ernest Gjoka                          |                         | Ermir Rashica (7)                  |
| Teuta            | Edi Martini Bledar Devolli Bledar Hodo                 |                         | Saleh Nasr (3)                     |
| Tirana           | Bledi Shkëmbi Gugash Magani Bledi Shkëmbi              |                         | Walid Jarmouni, Akileu Ndreca (5)  |
| Vllaznia         | Thomas Brdarić                                         |                         | Bekim Balaj (8)                    |

## Stagione regolare
|  | Pos. | Squadra          | Pt | G  | V  | N  | P  | GF | GS | DR  |
|  | ---- | ---------------- | -- | -- | -- | -- | -- | -- | -- | --- |
|  | 1.   | Egnatia          | 59 | 36 | 16 | 11 | 9  | 47 | 30 | +17 |
|  | 2.   | Vllaznia         | 57 | 36 | 15 | 12 | 9  | 54 | 39 | +15 |
|  | 3.   | Dinamo City      | 55 | 36 | 14 | 13 | 9  | 49 | 41 | +8  |
|  | 4.   | Partizani Tirana | 53 | 36 | 13 | 14 | 9  | 38 | 33 | +5  |
|  | 5.   | Elbasani         | 50 | 36 | 11 | 17 | 8  | 40 | 38 | +2  |
|  | 6.   | Teuta            | 44 | 36 | 10 | 14 | 12 | 29 | 42 | -13 |
|  | 7.   | Bylis Ballsh     | 42 | 36 | 11 | 9  | 16 | 33 | 50 | -17 |
|  | 8.   | Tirana           | 39 | 36 | 7  | 18 | 11 | 43 | 44 | -1  |
|  | 9.   | Skënderbeu       | 38 | 36 | 9  | 11 | 16 | 35 | 45 | -10 |
|  | 10.  | Laçi             | 37 | 36 | 8  | 13 | 15 | 31 | 37 | -6  |

Legenda:
      Ammesse al Gruppo scudetto
  Partecipa ai play-out.
      Retrocesse in Kategoria e Parë 2025-2026
Tre punti per la vittoria, uno per il pareggio, zero per la sconfitta.

## Fase finale

### Tabellone
|  | Semifinali       | Semifinali       | Semifinali |         |          | Finale   | Finale | Finale |  |
|  |                  |                  |            |         |          |          |        |        |  |
|  | Vllaznia         | Vllaznia         | 2          |         |          |          |        |        |  |
|  | Vllaznia         | Vllaznia         | 2          |         |          |          |        |        |  |
|  | Dinamo City      | Dinamo City      | 1          |         |          |          |        |        |  |
|  | Dinamo City      | Dinamo City      | 1          |         | Vllaznia | Vllaznia | 0      |        |  |
|  |                  |                  |            |         | Vllaznia | Vllaznia | 0      |        |  |
|  |                  |                  | Egnatia    | Egnatia | 4        |          |        |        |  |
|  | Egnatia          | Egnatia          | Egnatia    | Egnatia | 4        | 0        |        |        |  |
|  | Egnatia          | Egnatia          |            |         |          |          |        |        |  |
|  | Partizani Tirana | Partizani Tirana | 0          |         |          |          |        |        |  |

### Semifinali
| 4 maggio 2025 |       |                  |
| Vllaznia      | 2 – 1 | Dinamo City      |
| 5 maggio 2025 |       |                  |
| Egnatia       | 0 – 0 | Partizani Tirana |

#### Finale
| 12 maggio 2025 |       |         |
| Vllaznia       | 0 – 4 | Egnatia |

## Spareggio promozione/retrocessione
| 4 maggio 2025 |       |           |
| Tirana        | 1 – 0 | Pogradeci |